# البنك الإسلامي الآسيوي
 أطلق دي بي اس بنك البنك الإسلامي الآسيوي (IB Asia) في 7 مايو 2007 بعد حصوله على موافقة رسمية من سلطة النقد في سنغافورة للحصول على ترخيص مصرفي كامل. يشمل المساهمون المؤسسون لشركة أي بي اسيا دي بي اس بنك غالبية المساهمين و 34 مستثمرًا من الشرق الأوسط من عائلات بارزة ومجموعات صناعية من دول مجلس التعاون الخليجي.

## روابط خارجية
- مجموعة DBS
- صحيفة وقائع IB آسيا